# Lena D'Água
Lena d'Água est une chanteuse portugaise, née le 16 juin 1956 à Lisbonne (Portugal).
Parmi ses nombreux projets, elle a fait deux albums pour les enfants, elle a exploré la musique pop-rock, le jazz et elle a collaboré avec des groupes comme Brigada Victor Jara. Elle a fait des albums en public et chanté des chansons de José Mário Branco, Zeca Afonso, Sérgio Godinho, Xutos & Pontapés ou Camané.
Lena est la fille du footballeur José Águas, et la sœur du footballeur Rui Águas.

## Discographie
- 1979 : Qual é Coisa, Qual é ela? (pour les enfants)
- 1979 :  O Nosso Livro/ A Cantiga da Babá (Single)
- 1980 : Sem Açúcar
- 1980 : Vígaro cá, vígaro lá / Labirinto (single)
- 1981 : Robot / Armagedom (single)
- 1982 : Perto de ti
- 1983 : Papalagui / Jardim Zoológico (single)
- 1984 : Lusitânia
- 1986 : Terra Prometida
- 1987 : Aguaceiro
- 1989 : Tu Aqui
- 1992 : Ou Isto ou Aquilo (pour les enfants)
- 1993 : As Canções do Século
- 1996 : Demagogia (recueil)
- 1996 : O Melhor de Lena D'Água - Sempre Que o Amor Me Quiser
- 2004 : Terra Prometida/Tu Aqui (2CD)
- 2007 : Sempre - Ao Vivo no Hot Clube" (CD e DVD)
- 2008 :  Perto de Ti (reédition en CD)
- 2011 :  Lena d'Agua & Banda Atlântida (colectânea Bandas Míticas, 14)
- 2014 :  Carrossel - Lena d'Água & Rock'n'Roll Station (CD)
- 2017 :  Jardim Zoológico/ Tao  (reédition em Vinil)
- 2019 :  Desalmadamente  (CD et Vinil)
- 2024 :  Tropical Glaciar